# Топліца (Хунедоара)
Топліца (рум. Toplița) — село у повіті Хунедоара в Румунії. Адміністративний центр комуни Топліца.
Село розташоване на відстані 294 км на північний захід від Бухареста, 23 км на південний захід від Деви, 136 км на південний захід від Клуж-Напоки, 121 км на схід від Тімішоари.

## Населення
За даними перепису населення 2002 року у селі проживали 183 особи, з них 182 особи (99,5%) румунів. Рідною мовою 182 особи (99,5%) назвали румунську.